# HD26386
HD26386 є хімічно пекулярною зорею спектрального класу
A3 й має видиму зоряну величину в смузі V приблизно  9,5.